# Kolombia
Kolombia o Cholombiano fue una subcultura urbana surgida en Monterrey, Nuevo León, México que tuvo su máximo apogeo en los años 2000. Se caracterizaba por un atuendo inspirado en lo cholo con elementos marcados de Colombia así como la predilección por la cumbia rebajada y el vallenato. No obstante, se fue desvaneciendo por, entre otros factores, la llamada guerra contra el narcotráfico.

## Historia
En la segunda mitad del siglo XX, Nuevo León fue uno de los estados en donde se vivió una fuerte inmigración de colombianos. Tal hecho así como la importación de discos desde la Ciudad de México de distintos géneros musicales de ese país sudamericano como la cumbia, el vallenato y el porro se hicieron famosos entre las clases populares de la capital neoleonesa, Monterrey. Dicha fama ocurriría a través de bailes públicos y fiestas, dando origen a la subcultura conocida como colombias o lo colombia en sitios como la colonia Independencia, popularmente conocida como «la Indepe».
Uno de los elementos unificadores de esta subcultura fue, además del gusto por autores colombianos, la cumbia rebajada, una manipulación accidental del vallenato y la cumbia colombiana. Según Gabriel Duéñez, sonidero por cuatro décadas y coleccionista de música colombiana de Monterrey, tal subgénero de la cumbia tuvo origen de manera accidental cuando en su Sonido Duéñezx el control de las pulsaciones por minuto del reproductor musical se averió y comenzó a interpretar la música colombiana con menor velocidad, dando resultado un ritmo «más rebajado, más aguado».
Durante la década de 1980 en Monterrey y en muchas ciudades de la región norte de México, crecieron grupos sociales que adoptaron por transculturación o por la deportación de algunos miembros de las mismas en los Estados Unidos —entre ellas, Sureños— el cholo life style: las formas organizativas, los códigos de lenguaje, los simbolismos y principalmente, el modo de vestir de las barrio gangs.
Derivado de ambas influencias a finales de la década de 1990, nació en la zona de los barrios populares de la Loma Larga de Monterrey la subcultura llamada Kolombia, los colombias o cholombiano —de cholo y colombiano— en palabras de Néstor García Canclini, una hibridación. Dicha expresión tenía como elemento de socialización la escucha y el baile de vallenato y la cumbia rebajada; para esa época, producida tanto por grupos neoleoneses como por la producción mexicana y colombiana, difundida por la reproducción pública de dichos temas. La música cholombiana se hizo disponible por compra, copia de casetes, discos compactos y a la postre, archivos digitales en sitios como el Puente del Papa y la calle Reforma, y su reproducción con dispositivos portátiles como grabadoras y bocinas portátiles en las casas y esquinas de los barrios. En dichos sitios a través de, entre otros, el mencionado Sonido Duéñez, se conseguían novedades y compilaciones de autores clásicos del vallenato como de versiones rebajadas de los éxitos del momento. También, grandes bailes con la cumbia rebajada como protagonista y a donde acudían grupos de jóvenes cholombianos a bailar, a escuchar cumbia rebajada que reproducían sonideros o ellos mismos con grupos, tanto profesionales como callejeros, formados a partir de este boom, y a divertirse y socializar con otros grupos afines tanto en eventos como en las esquinas o las plazas y parques. Nacido en Monterrey, el fenómeno Kolombia se extendería a otras ciudades como Monclova, Saltillo, Matamoros, etc.
Tal «boom» llevaría a la organización de bailes de un corte más comercial y a la popularización de Kolombia en los medios de comunicación de México, así como la conversión de ciertas estaciones de radio de la ciudad a la transmisión de vallenato, cumbia rebajada y de músicos como Celso Piña. Pese a que la gran mayoría de los integrantes de estos grupos fueron pacíficos, con el advenimiento de la Guerra contra el narcotráfico en México, la discriminación, la homofobia y el clasismo vivido en todo Nuevo León así como la reducción de dicha cultura a pandilleros o criminales que ya existía desde los años 70, llevó a que estos grupos fueran estigmatizados y señalados con mayor intensidad por las autoridades educativas y las policías de diversos órdenes en Monterrey y otras ciudades, siendo continuamente relegados de las escuelas y celebraciones populares, así como violentados, detenidos y encarcelados arbitrariamente por la simple razón de seguir esta moda. Por tanto, los grupos y los bailes comenzaron a desaparecer gradualmente ya fuera porque los policías los detuvieran arbitrariamente al identificarlos en la calle por su peinado y se los cortaran o los extorsionaran para no hacerlo o bien, por el temor de ser asociados con pandilleros integrantes de grupos criminales.

## Estética
Una de las características más notorias de la cultura Kolombia fueron sus atuendos, muchos de ellos manufacturado por ellos mismos. En el caso del pelo rapado pero con el crecimiento de grandes patillas moldeadas con mucho fijador para pelo ("patilludo"). Tal estilo sería, en opinión de Loyola y Ruiz citados por Villarreal, "una mezcla del hip hop estadounidense, el reguetón de Puerto Rico y viejas representaciones aztecas". A ello se integraría el uso de camisas floreadas y de patrones hawaiianos -popularizadas por Celso Piña y como representación de lo tropical- ropas sueltas (coloquialmente llamado tumbadilla) como pantalones, camisas y bermudas marca Dickies, camisetas blancas, tenis Converse o Nike modelo Jordan así como la portación de elementos asociados a Colombia como su bandera y otros que desde el cholo life style reivindicaban a México como la Virgen de Guadalupe y San Judas Tadeo. Según Torres Escalante la síntesis fue más allá y abarcó "el fleco en flor de los brother y los rockeros, la camisas metálicas de los metálicos, la indumentaria chola de los cholos de los Ángeles, la gorra de los raperos, la camisa a cuadro de los chicanos, las cejas depiladas de los cantantes de bachata, muchas veces como mecanismo de defensa u ocultamiento pero la gran mayoría de las veces porque es sólo a lo que pueden acceder en el mercado".
Complementaban con accesorios como escapularios tejidos con los nombres de sus pandillas, mismos que portaban tanto en playeras de fabricación artesanal y en mantas y lonas con las que acudían a los grandes bailes para hacerse notar y que los sonideros les enviaran saludos en los bailes. Otro elemento distintivo fue la adopción de señales con las manos como las bandas sureñas y el cholo life style, principalmente el "símbolo Star" o "la estrella", una variación invertida de la mano cornuta nacida en los años 90.
A la par del desarrollo del atuendo y los símbolos, los bailes de esta subcultura popularizarían pasos de baile originales, destacando en su forma clásico el llamado "baile del gavilán" y "la motoneta". Tal estilo de baile quedaría asociado a la estética cholombiana e inmortalizado en canciones como «Chúntaro style» de El Gran Silencio y «El baile del gavilán» de Chicos de barrio.
En opinión de Amanda Watkins, diseñadora inglesa que documentó desde 2008 este fenómeno y curó una exposición sobre lo Kolombia que se presentó en la Ciudad de México y en el barrio de Shoreditch en Londres, la expresión cholombiana fue una expresión original que sintetizó elementos previos a su nacimiento así como símbolos identitarios de su ciudad, de México y de los Estados Unidos.